# Alex Woolf
Alex Woolf (1963) es un profesor e historiador de la Universidad de Saint Andrews, Escocia, especializado en la historia de las islas británicas y Escandinavia en la Alta Edad Media y sus vinculaciones con Gales y Escocia. Es el autor del segundo volumen de New Edinburgh History of Scotland: From Pictland to Alba: 789 - 1070, por el que ganó en el año 2008 el premio Saltire Society por el «libro histórico del año». Es lector en historia temprana celta y escocesa en la Universidad de Edimburgo, y de la Universidad de Sheffield.

## Colaboraciones
- "Dun Nechtain, Fortriu and the Geography of the Picts"; Scottish Historical Review 2006 ; 85(2): 182-201
- "The expulsion of the Irish from Dyfed"; Ireland and Wales in the Middle Ages; Karen Jankulak, Jonathan Wooding (ed); Four Courts Press 2007; 102-115
- Landscape and Environment in Dark Age Scotland; St Andrews Committee for Dark Age Studies; 2006
- "Caedualla Rex Brettonum and the passing of the Old North", Northern History 41.1, 1-20 (2004)